# Голям Калин
Голям Калин, заедно с връх Малък Калин, е част от Калинините върхове в Калинския поддял на Северозападна Рила. Достига височина 2667 m.
Намира се на север от долината на Рилска река и на юг от долината на река Дупнишка Бистрица. Формата му е пирамидална със стръмни северни и полегати и леснодостъпни южни склонове. В югозападното му подножие се намират язовирите „Малък Калин“ и „Калин“, а в северното – Калинските езера. Изходен пункт е хижа „Иван Вазов“.